# World of Our Own
World of Our Own (en español: «Mundo nuestro») es el título del tercer álbum de estudio grabado por la boyband irlandesa Westlife. Fue lanzado al mercado bajo los sellos discográficos RCA Records y BMG el 12 de noviembre de 2001. 
Alcanzó el # 1 en el Reino Unido, incluyendo los sencillos "Uptown Girl", "When You're Looking Like That", "Queen of My Heart", "World of Our Own", y "Bop Bop Baby". 
"Angel", una canción original de Sarah McLachlan, "I Wanna Grow Old With You", "If You're Heart's Not In It", "Evergreen", que luego fue una versión por Will Young, fueron tocadas en las radioemisoras en Filipinas. World of Our Own vendió cinco millones de copias. El álbum fue relanzada con su álbum Coast to Coast el 25 de enero de 2005.

## Lista de canciones
- Edición para Reino Unido

| World of Our Own |                                           |          |  |
| N.º              | Título                                    | Duración |  |
| 1.               | «Queen of My Heart»                       |          |  |
| 2.               | «Bop Bop Baby»                            |          |  |
| 3.               | «I Cry»                                   |          |  |
| 4.               | «Uptown Girl»                             |          |  |
| 5.               | «Why Do I Love You»                       |          |  |
| 6.               | «I Wanna Grow Old With You»               |          |  |
| 7.               | «When You're Looking Like That» (Remix)   |          |  |
| 8.               | «Evergreen»                               |          |  |
| 9.               | «World Of Our Own»                        |          |  |
| 10.              | «To Be Loved»                             |          |  |
| 11.              | «Drive (For All Time)»                    |          |  |
| 12.              | «If Your Heart's Not In It»               |          |  |
| 13.              | «When You Come Around»                    |          |  |
| 14.              | «Don't Say It's Too Late»                 |          |  |
| 15.              | «Don't Let Me Go»                         |          |  |
| 16.              | «Walk Away»                               |          |  |
| 17.              | «Love Crime»                              |          |  |
| 18.              | «Imaginary Diva»                          |          |  |
| 19.              | «Angel»                                   |          |  |
| 20.              | «Bad Girls»                               |          |  |
| 21.              | «I Promise You That"» (Bonus Track Japón) |          |  |

- Edición Asiática

| World of Our Own (Video y Audio) |                                                          |          |  |
| N.º                              | Título                                                   | Duración |  |
| 1.                               | «My Love"» (Videoclip)                                   |          |  |
| 2.                               | «Uptown Girl"» (Videoclip)                               |          |  |
| 3.                               | «What Makes a Man"» (Videoclip)                          |          |  |
| 4.                               | «I Lay My Love on You"» (Videoclip)                      |          |  |
| 5.                               | «Queen of My Heart"» (Videoclip)                         |          |  |
| 6.                               | «World of Our Own"» (Videoclip)                          |          |  |
| 7.                               | «Angel"» (Videoclip)                                     |          |  |
| 8.                               | «Bop Bop Baby"» (Videoclip)                              |          |  |
| 9.                               | «Bop Bop Baby (Almighty Radio Edit)"» (Canción de Audio) |          |  |
| 10.                              | «Bad Girls"» (Canción de Audio)                          |          |  |
| 11.                              | «I Promise You That"» (Canción de Audio)                 |          |  |
| 12.                              | «My Private Movie"» (Canción de Audio)                   |          |  |
| 13.                              | «Don't Get Me Wrong"» (Canción de Audio)                 |          |  |
| 14.                              | «Crying Girl"» (Canción de Audio)                        |          |  |
| 15.                              | «You Don't Know"» (Canción de Audio)                     |          |  |
| 16.                              | «Reason For Living"» (Canción de Audio)                  |          |  |

## Posicionamiento
| País          | Posición | Certificación | Ventas |
| ------------- | -------- | ------------- | ------ |
| Irlanda       | 1        | -             | -      |
| Austria       | 1        | -             | -      |
| Filipinas     | 1        | -             | -      |
| Suecia        | 1        | -             | -      |
| Reino Unido   | 1        | 4x Platino    | -      |
| Dinamarca     | 3        | -             | -      |
| Nueva Zelanda | 3        | -             | -      |
| Noruega       | 7        | -             | -      |
| Bélgica       | 8        | -             | -      |
| Alemania      | 8        | -             | -      |
| Italia        | 9        | -             | -      |
| Países Bajos  | 10       | -             | -      |
| Suiza         | 19       | -             | -      |
| Australia     | 80       | -             | -      |

## Lanzamiento[citarequerida]
| País      | Fecha                   |
| --------- | ----------------------- |
| Taiwán    | 1 de noviembre de 2001  |
| Europa    | 12 de noviembre de 2001 |
| Australia | 3 de diciembre de 2001  |